# Andreas Guibeb
Andreas Benjamen Dawid Guibeb (* 23. Januar 1954 in Mariental, Südwestafrika) ist ein namibischer Diplomat. Er war von 2016 bis 2021 namibischer Botschafter in Berlin.

## Leben
Guibeb studierte Rechtswissenschaften an der Universität des Westkaps in Bellville in Südafrika und Entwicklungsökonomie und internationales Handelsrecht am Genfer Hochschulinstitut für internationale Studien in der Schweiz. Guibeb arbeitete dann als wissenschaftlicher Mitarbeiter von Arthur Dunkel, dem Generaldirektor des Allgemeines Zoll- und Handelsabkommens (GATT) in Genf und als Programmdirektor des Genfer Zentrums für angewandte Wissenschaft Internationaler Verhandlungen (CASIN).
1989 wurde er stellvertretender Repräsentant der namibischen Befreiungsbewegung SWAPO in Paris in Frankreich. Noch im gleichen Jahr wurde er zum Mitglied der Wahlkommission der SWAPO.
Er leitete das Team zur Überwachung der Staatennachfolge des von Südafrika unabhängig gewordenen Namibias und wurde erster Staatssekretär im namibischen Außenministerium. Darüber hinaus leitete er die Verhandlungen zur Eingliederung von Walvis Bay und der Penguin Islands. Im August 1994 wurde Guibeb wegen groben Fehlverhaltens im Amt im Rahmen seiner Position als Staatssekretär formal angeklagt, aber nur vier Monate später in seinem Amt bestätigt und sein Vertrag verlängert.
Guibeb wurde namibischer Hochkommissar in Sambia. Außerdem versah er von 1996 bis 1999 das Amt als Vorstandsvorsitzender der staatlichen Fluggesellschaft Air Namibia. Darüber hinaus war er als Berater und Vorstandsmitglied in verschiedenen Unternehmen aus dem Bereich Finanzen und Tourismus und Rechtsberatungsgesellschaften tätig. Außerdem arbeitete er in regionalen und internationalen Organisationen in Afrika, Europa und den Vereinigten Staaten mit.
Am 6. Januar 2016 wurde er namibischer Botschafter in Deutschland mit Sitz in Berlin.
In der Debatte um die deutsche Kolonialvergangenheit und den Völkermord an den Herero und Nama in den Jahren 1904 bis 1908 setzte er sich für eine Entschuldigung Deutschlands und einen deutschen Marshallplan für Namibia ein. Er nahm für Namibia an der Rückgabe der Kreuzkap-Säule teil und bezeichnete die Rückgabe als deutlichen Fortschritt.
2017 geriet Guibeb erstmals in die öffentliche Kritik, nachdem er in den Paradise Papers genannt wurde. 2019 geriet er erneut in die öffentliche Kritik, da gerichtlich festgestellte Forderungen in Höhe von etwa 80.000 Euro geltend gemacht, von ihm jedoch nicht ausgeglichen worden sein sollen. 34.500 Euro sollen von der Friedrich-Schiller-Universität Jena geltend gemacht werden und aus einem im August 2016 mit den Friends of Namibia, vertreten durch Guibeb, geschlossenen Forschungsvertrag resultieren. Weitere € 46.410 sollen im Zusammenhang mit einem Öffentlichkeitsprojekt der namibischen Botschaft stehen. Zwangsvollstreckungsmaßnahmen wie Pfändungsbeschlüsse und ein zivilrechtlicher Haftbefehl des Amtsgerichts Schöneberg vom 16. Mai 2018, dessen Existenz Guibeb bestritt, konnten aufgrund seiner Diplomatischen Immunität nicht vollstreckt werden. Der Haftbefehl wurde von der B.Z. veröffentlicht und weist Andreas Guibeb als Schuldner aus.
Andreas Guibeb ist verheiratet und Vater von drei Kindern.